# Retrat d'un cavaller (El Greco, Copenhaguen)
El Retrat d'un cavaller, actualment a la Galeria Nacional de Dinamarca, a Copenhaguen és una obra d'El Greco realitzada quan es trobava a Roma.

## Tema de l'obra
Es desconeix la identitat del personatge retratat. Sovint s'identifica amb Andrea Palladio, però segons Harold Wethey es tractaria de Giovanni Battista della Porta.

## Anàlisi de l'obra
Oli sobre llenç; 116 x 98 cm.; 1575 circa ; Galeria Nacional de Dinamarca; Copenhaguen.
Signat a la taula, a la part inferior dreta, amb lletres majúscules gregues: DOMÉNIKOS THEOTOKÓPOULOS, de forma fragmentària. L'any 1898 es va descobrir aquesta signatura, i es va reconèixer que era una obra d'El Greco. Anteriorment es considerava un autoretrat de Tintoretto.
L'extraordinari realisme del rostre és el tret més impressionant d'aquest llenç. Tot i que és evident l'evidència de Jacopo Bassano, la composició de tres quarts sobre un fons gris correspon a l'estil de Ticià, que també es manifesta en la posició de la mà dreta. El tractament de les carnacions és espès, com en el Retrat de Vincenzo Anastagi i en el Retrat de Giulio Clovio, però les taques blanques de les mans són inusuals.

## Procedència
- Probablement procedeix de la venda dels béns de Rubens, a Anvers, l'any 1641, número 14, com a obra de Tintoretto.
- Comte de Vence, París (venda 11 de febrer de 1761 com a obra de Tintoretto)
- Col·lecció Reial; Palau de Christiansborg; Copenhaguen; (adquirit l'any 1763)